# Gare de Labarthe-Inard
Gare de Labarthe-Inard – przystanek kolejowy w Labarthe-Inard, w departamencie Górna Garonna, w regionie Oksytania, we Francji.
Został otwarty w 1908 przez Compagnie des chemins de fer du Midi et du Canal latéral à la Garonne. Obecnie jest stacją Société nationale des chemins de fer français (SNCF), obsługiwaną przez pociągi TER Midi-Pyrénées.